# Contea di Ionia
La contea di Ionia (in inglese Ionia County) è una contea dello Stato del Michigan, negli Stati Uniti. La popolazione al censimento del 2000 era di 61 518 abitanti. Il capoluogo di contea è Ionia.